# ミネドリン
ミネドリンは、伊丹製薬株式会社が製造販売する総合アミノ酸配合の栄養ドリンクである。
| 項目                         | 分量  |
| ---------------------------- | ----- |
| 総合アミノ酸液               | 210mL |
| 塩酸ピリドキシン             | 30mg  |
| リン酸リボフラビンナトリウム | 15mg  |
| ニコチン酸アミド             | 150mg |

添加物として、クエン酸、パラベン、安息香酸Na、白糖、カラメル、プロピレングリコール、グリセリン、エタノール、香料を含有。